# 天主教喬西卡教區
天主教喬西卡教區（拉丁語：Dioecesis Chosicana）是秘魯一個羅馬天主教教區，屬利馬總教區。
教區成立於1997年1月11日，位於利馬省東部，教座位於瓦伊坎。2006年有教友1,531,150人（佔轄區總人口86.0%）、廿八個堂區、137名司鐸。現任教區主教為諾貝特·克萊門斯·施特羅特曼·奧佩。